# بیرینجی آرال
بیرینجی آرال (به لاتین: Birinci Aral) یک منطقه مسکونی در جمهوری آذربایجان است که در شهرستان آغ‌داش واقع شده‌است. بیرینجی آرال ۱۵۲۱ نفر جمعیت دارد.